# Iina Soiri

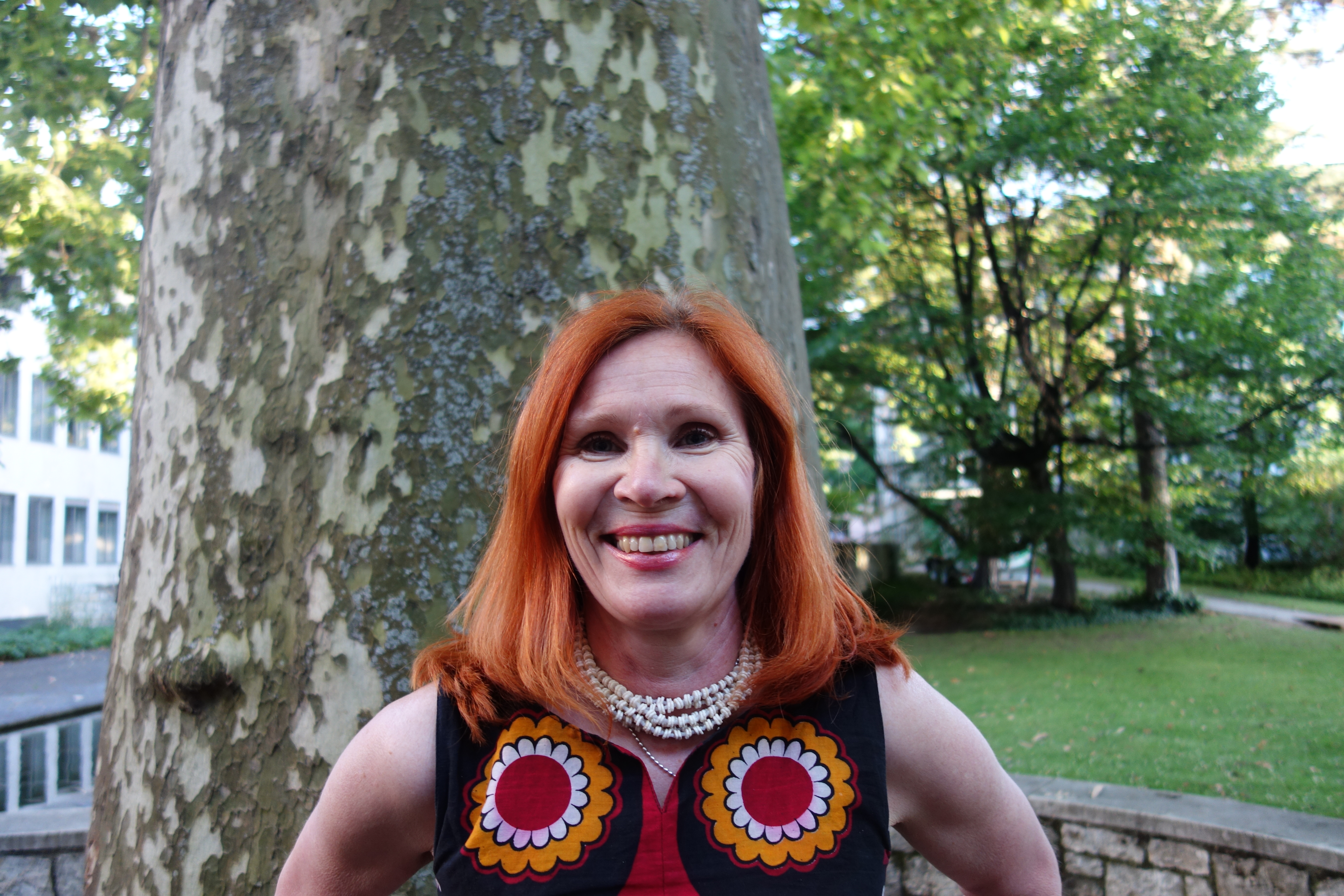
Iina Soiri

Iina Kaarina Soiri (* 29. August 1964) ist eine finnische Sozialwissenschaftlerin und Leiterin des Nordiska Afrikainstitutet der Universität Uppsala.

## Leben
Iina Soiri wurde am 29. August 1964 geboren. Sie absolvierte ein Master-Studium in Sozialwissenschaften an der Universität Helsinki. Sie arbeitete zudem als Dozentin und Research Fellow an der Universität Helsinki sowie an der Universität von Lappland.
Soiri verbrachte mehr als zwanzig Jahre auf dem Kontinent Afrika und lebte unter anderem in Namibia, Mosambik, Angola und Tansania. Unter anderem war sie als Beraterin für Wahlprozesse und politische Bildung des UNDP-Programms in Mosambik tätig, als Trainerin der Helsinki Consulting Group für Kommunalverwaltungen in Namibia, als Beraterin der Botschaft Finnlands in Dar-es-Salaam (Tansania) und als Beraterin der SNV Netherlands Development Organisation für Kommunalverwaltungen in Angola.
Von März 2013 bis Juni 2019 leitete Soiri das Nordiska Afrikainstitutet der Universität Uppsala.

## Werke
- 1999, zusammen mit Pekka Peltola: Finland and National Liberation in Southern Africa, ISBN 9789171064318
- 1996: The radical motherhood: Namibian women's independence struggle, ISBN 9171063803